# رمصة الأولى (طراح)
رمصة الأولى (بالفارسية: رامسه یک) هي قرية تقع في إيران في قسم طراح الريفي. يقدر عدد سكانها بـ 173 نسمة بحسب إحصاء 2016.